# Macrozamia riedlei
Macrozamia riedlei (Gaudich.) C.A.Gardner, 1930 è una pianta appartenente alla famiglia delle Zamiaceae, endemica dell'Australia.

## Descrizione

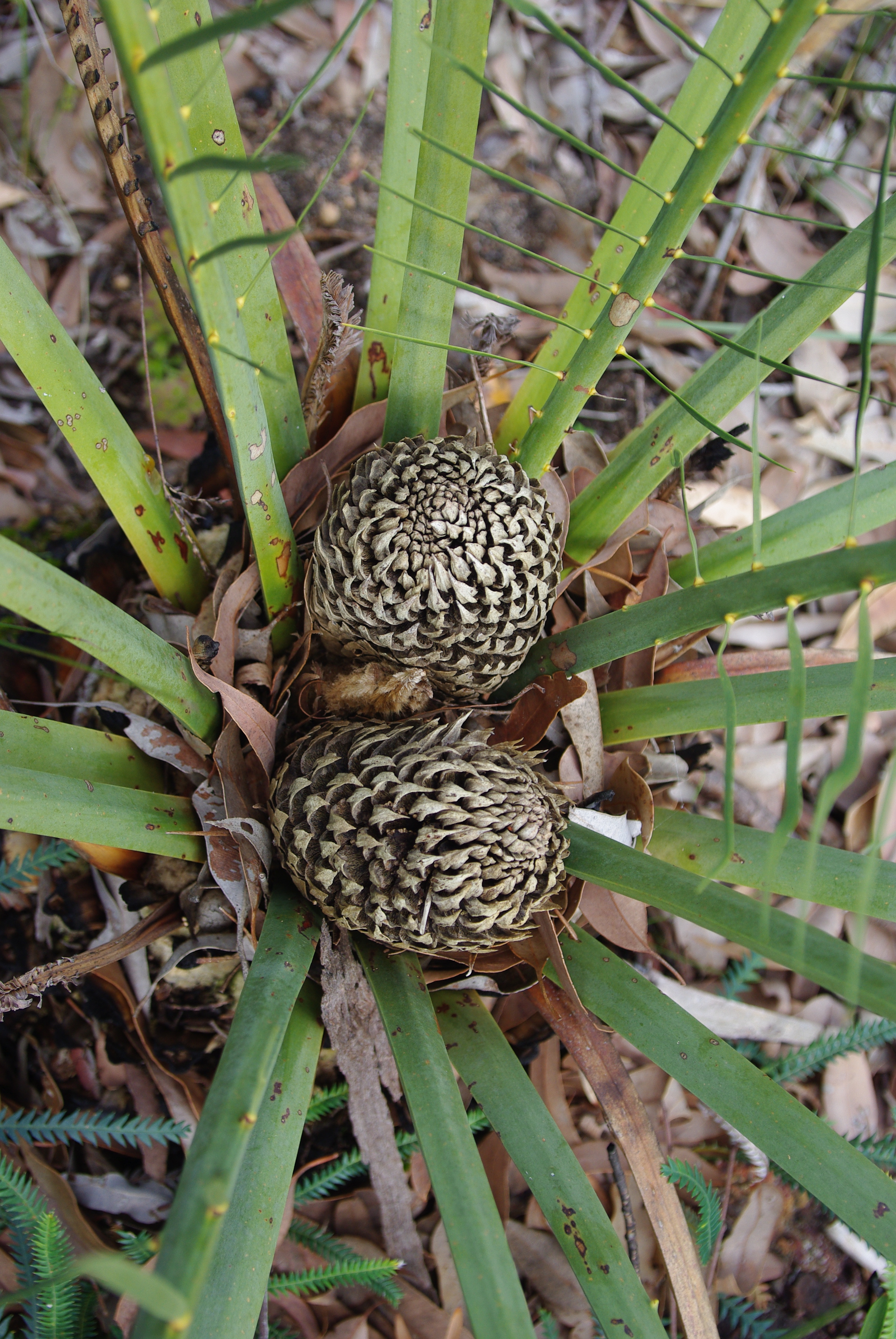
Coni maschili

È una cicade con fusto solitamente sotterraneo, o al più emergente per non più di 25 cm, e con diametro di 24-40 cm.
Le foglie, pennate, lunghe 1,2-2,2 m, sono disposte a corona all'apice del fusto e sono rette da un picciolo lungo 18-50 cm; ogni foglia è composta da un rachide centrale da cui si dipartono 46-75 paia di foglioline lanceolate, di colore verde brillante, lunghe mediamente 23-48 cm.
È una specie dioica con esemplari maschili che presentano usualmente da 2 a 5 coni apicali, di forma cilindrica, lunghi 29-41 cm e larghi 11-15 cm, ed esemplari femminili con coni usualmente solitari, di forma ovoidale, lunghi 25-35 cm e larghi 14-18 cm.
I semi sono grossolanamente ovoidali, lunghi 4-5 mm, ricoperti da un tegumento di colore rosso brillante. 

## Distribuzione e habitat
L'areale di questa specie è ristretto alla estremità sud-occidentale dell'Australia Occidentale.

## Conservazione
La IUCN Red List classifica M. riedlei come specie a rischio minimo (Least Concern).

La specie è inserita nella Appendice II della Convention on International Trade of Endangered Species (CITES).